# Menhir von Courbessac

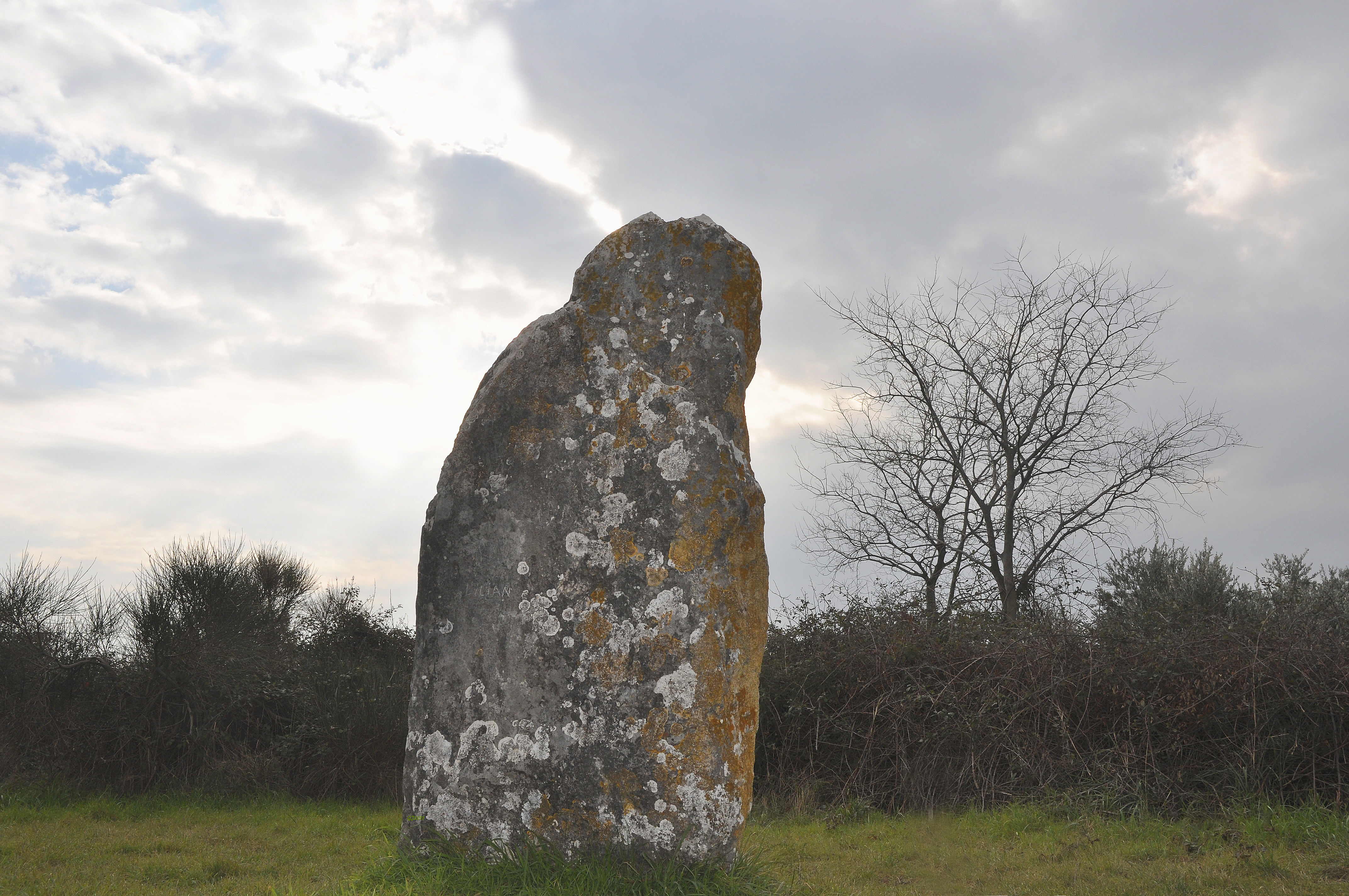
Menhir von Courbessac

Der Menhir von Courbessac (auch bekannt als Menhir de la Poudrière oder Menhir de la Clauze) ist ein 2,17 m hoher, 1,0 m breiter und 0,4 m dicker Menhir, südöstlich des Dorfes Courbessac, nordwestlich von Nîmes im Département Gard in Frankreich.
Der Megalith aus Kalkstein südlich der alten Straße D 6068 nach Avignon nördlich des Flugplatzes von Nîmes-Courbessac wurde erstmals 1906 von Felix Mazauric (1868–1919) erwähnt. Seit 1936 ist er als Monument historique klassifiziert.